# Canailles (film)
Pour plus de détails, voir Fiche technique et Distribution.
Canailles est une comédie dramatique française réalisée par Christophe Offenstein, sortie en 2022.

## Synopsis
À la suite d'un casse qui a mal tourné, Antoine blessé à la jambe, débarque de force chez Elias pour se trouver une planque. Rien ne destinait le braqueur, un rien anarchiste, à croiser la route de ce prof d’histoire sans histoires. S’engage alors un étrange rapport entre les deux hommes où se mêlent emprise et complicité. Mais c’était sans compter sur Lucie, l’enquêtrice un peu spéciale, chargée de l’affaire…

## Fiche technique
- Titre original : Canailles
- Réalisation : Christophe Offenstein
- Scénario : Narjiss Slaoui, Gabor Rassov et Jonathan Koulavsky, d'après l’œuvre d'Iain Levison
- Musique : Christophe Julien
- Décors : Olivier Radot
- Costumes : Camille Rabineau
- Photographie : Martin de Chabaneix
- Montage : Jeanne Kef
- Production : Clément Miserez, Matthieu Warter et Narjiss Slaoui
- Sociétés de production : Radar Films
- Société de distribution : UGC et Orange Studio
- Budget : 3,47 millions d'euros
- Pays de production :  France
- Langue originale : français
- Format : couleur — 2,35:1
- Genre : Comédie dramatique
- Durée : 86 minutes
- Date de sortie :
  - France : 14 septembre 2022

## Distribution
Sauf indication contraire, les informations mentionnées dans cette section peuvent être confirmées par les bases de données cinématographiques IMDb et Allociné,  présentes dans la section « Liens externes ».
- François Cluzet : Antoine
- José Garcia : Elias
- Doria Tillier : Lucie
- Pascal Demolon : le commissaire
- Louna Espinosa : Lola, la fille de Lucie
- Zoe Garcia : Marianne
- Vincent Deniard : Gilles, voisin d'Elias et père de Marianne
- Tella Kpomahou : Angélique Davernas, l'infirmière
- Vincent Darmuzey : le mari d'Angélique
- Romain Francisco : Francis
- Yannig Samot : Legoff
- Michel Bompoil : Du Bellay
- Julie-Anne Roth : Catherine
- Norbert Ferrer : le guichetier
- Xavier Alcan : le directeur de la banque

## Accueil

### Critique
En France, le site allociné donne une moyenne de 2,4⁄5, après avoir recensé 5 titres de presse.
Avec cinq titres de presse qui ont émis une critique, lors de sa sortie en salle, on peut dire que Canailles n'a pas suscité un grand intérêt. La critique la plus positive est celle de Public, qui tout simplement « craque pour le duo improbable formé par José Garcia et François Cluzet, deux acteurs au top ! ». Télé-Loisirs reste séduit par le long-métrage, mais estime que « cette comédie policière est un peu longue à entrer en matière. ».
Pour la critique du Parisien, l'adaptation de l'œuvre de Iain Levison n'est pas très bonne, notamment dans l'interprétation des personnages : « si le personnage de Lucie, interprétée par une Doria Tillier très crédible, est touchant, les deux rôles masculins manquent d’humour et de tendresse. Face à un Antoine (François Cluzet) inquiétant, Elias (José Garcia) est assez détestable. Et en passant de l’écrit à l’écran, ces « canailles » ont perdu de leur causticité. ».
Pour Télé 7 jours, il s'agit là d'une « comédie policière ultra prévisible, pas franchement drôle ni vraiment policière. ». Pour la critique de Télérama, « de la dimension politico-sociale de l’œuvre originale, il ne reste qu’un vernis craquelé. Ce qui frappe, au contraire, c’est la dépolitisation revendiquée du scénario, qui fait passer pour un guignol le voleur anar, tout comme l’enseignant végétarien. ».

### Box-office
Pour son premier jour d'exploitation, Canailles réalise 6 976 entrées (dont 1 013 en avant-première), pour 375 copies. Il se positionne cinquième du box-office des nouveautés derrière Coup de théâtre (9 111) et devant À propos de Joan (2 587).
| Pays ou région | Box-office     | Date d'arrêt du box-office | Nombre de semaines |
| -------------- | -------------- | -------------------------- | ------------------ |
| France         | 59 914 entrées | 11 octobre 2022            | 4                  |
| Total mondial  | - $            | -                          | -                  |